# Andrei Witaljewitsch Sirotkin
Andrei Witaljewitsch Sirotkin (russisch Андрей Витальевич Сироткин; * 6. März 1985 in Subowo, Sowjetunion) ist ein russischer Profiboxer im Supermittelgewicht und aktuell ungeschlagen. Er ist Rechtsausleger.

## Karriere
Sirotkin trat in seinem 8. Kampf, der auf 10 Runden angesetzt war, gegen Murad Dalkhaev um den vakanten WBC Asian Title an und ging aus dem Kampf als Punktsieger hervor, dabei gewann er jede Runde. In seinem 11. Kampf errang er den Eurasia Pacific Title des Verbandes WBC, als er den Ukrainer Vladyslav Yeromenko ebenfalls über 10 Runden durch einstimmige Punktentscheidung besiegte (beide Kämpfe fanden im Jahre 2016 statt).
Im Sommer 2017 trat Sirotkin gegen Geard Ajetovic um die vakante Europameisterschaft der WBO an  und gewann durch einstimmigen Beschluss. Am 3. November desselben Jahres kämpfte Sirotkin gegen Ricardo Mayorga – in diesem Kampf ging es um den interkontinentalen Gürtel der IBF, der ebenfalls vakant war. Sirotkin siegte in diesem Kampf in Runde 9 vorzeitig.